# Minamoto no Tsunenobu
Minamoto no Tsunenobu (源経信; 1016 – 20 febbraio 1097) è stato un poeta giapponese waka del tardo periodo Heian.
Suo padre era Minamoto no Michikata e sua madre una figlia di Minamoto no Kunimori, governatore della provincia di Harima. Ha avuto due figli, il poeta Minamoto no Toshiyori e Minamoto no Mototsuna. Il suo grado ufficiale era Secondo grado senior (正二位?, shō ni-i), dainagon. Una delle sue poesie è inclusa nell'Ogura Hyakunin Isshu, in cui è conosciuto come Dainagon Tsunenobu (大納言経信?).

## Biografia
Nel 1062 fu nominato Uchūben (controllore centrale della destra) e divenne sangi (consigliere) nel 1067 dopo aver lavorato come Kurōdonotō (capo ciambellano). Nel 1068 ricoprì un incarico di governo nella provincia di Iyo, nel 1069 fu promosso jusanmi (Terzo grado junior) e shōsanmi (Terzo grado senior) nel 1071. Nel 1072 fu promosso a sadaiben, fu nominato a una posizione amministrativa nella provincia di Harima nel 1073 e fu promosso a Gonchūnagon nel 1075. Nel 1077 ottenne il titolo di shōnii (Secondo grado senior), nel 1083 fu promosso a gondainagon, raggiungendo il titolo di dainagon nel 1091. Nel 1094 fu designato dazai no gon no Sochi (governatore militare straordinario) e lasciò la capitale l'anno successivo per recarsi sull'isola di Kyūshū. Morì nel 1097 all'età di 82 anni mentre era a Dazaifu.

## Poesia
Era noto per la sua abilità nella poesia e nella musica orchestrale, ed era un esperto di yūsoku kojitsu (regole di cerimonia ed etichetta dei samurai e di corte) e la sua versatilità era paragonata a quella di Fujiwara no Kintō. Prese parte a molti uta-awase (concorsi di poesia waka) a partire dal "meisho utaawase nella casa della principessa imperiale Yushi" nel 1041. Fu definito il più grande poeta waka del suo tempo e criticò il Goshūi Wakashū poiché l'incarico fu affidato a Fujiwara no Michitoshi e non a lui, appena dopo la fine dei lavori di stesura della raccolta, Tsunenobu scrive il Goshūi mondō (後拾遺問答) e il Nan Goshūishū (難後拾遺集?, Errori del Goshūishū), il primo caso di aperta critica ad un'antologia imperiale. 
Ottantasei sue poesie sono incluse nelle antologie imperiali a partire dal Goshūi Wakashū e in altre antologie imperiali come la Kin'yō Wakashū.Ha realizzato una raccolta personale di poesie nello Tsunenobu-shū (経宣集?) e un diario chiamato Uchiki (帥記).
Una delle sue poesie fu inclusa nell'Ogura Hyakunin Isshu di Fujiwara no Teika:
(Hyakunin Isshu n.71)